# Toyota Land Cruiser 200
Toyota Land Cruiser 200 (resp. obchodní označení Toyota Land Cruiser V8) je luxusní terénní automobil značky Toyota, jedná se o aktuální generaci modelové řady Land Cruiser představenou v roce 2007

## Přehled motorizací
| Model                           | 4.5 V8           | 4.7 V8           |
| Uspořádání válců                | V8               | V8               |
| Druh motoru                     | turbodiesel      | benzínový        |
| Typ motoru                      | 1VD–FTV          | 2UZ–FE           |
| Objem (cm³)                     | 4.461            | 4.664            |
| Vrtání × zdvih (mm)             | 86,0 × 96,0      | 84,0 × 94,0      |
| Kompresní poměr                 | 16,8:1           | 10,0:1           |
| Výkon (kW)                      | 195 při 3400 ot. | 212 při 5400 ot. |
| Kroutící moment (Nm)            | 650              | 445 při 3400 ot. |
| Nejvyšší rychlost               | 210 km/h         | 200 km/h         |
| Zrychlení 0–100 km/h            | 9,2 s            | 8,2 s            |
| Kombinovaná spotřeba (l/100 km) | 10,0             | 14,4             |
| Emise CO2 (g/km)                | 264              | 340              |
| Pohotovostní hmotnost (kg)      | 1205             | 1265             |